# Pedaria granulosa
Pedaria granulosa là một loài bọ cánh cứng trong họ Bọ hung (Scarabaeidae).